# Луха, Артур Хейнрихович
Артур Хейнрихович Луха (эст. Artur Heinrich Luha; 1892, Keila Rural Municipality — 29 декабря 1953, Таллин) — эстонский советский учёный в области геологии. Академик АН Эстонской ССР (1946).

## Биография
Родился в 1892 году в семье фермера.
В 1903—1912 годах учился в ревельской гимназии имени Николая I. С 1912 года учился в Тартуском университете, изучал естественные науки. 
Во время учёбы в 1915 году принял участие в длительной зоологической учебной экспедиции по Белому морю. В 1917 году изучал озеро Касарица в Выруском уезде. В 1918 году вынужден был оставить учёбу; участвовал в войне за независимость. Затем до 1919 года работал учителем естествознания в Раквереской гимназии для девочек. В 1919 году стал исполняющим обязанности директора Реальной гимназии Вирумаа. 
Смог возобновить занятия в университете и окончить его в 1922 году. Одновременно, с 1920 по 1922 год был исполняющим обязанности директора гимназии Раквере.
С 1922 по 1951 год преподавал в Тартуском университете. В 1930 году защитил в нём докторскую диссертацию на тему «Стратиграфические исследования на Сааремаа, Муху и соседней части континента». В 1945 году стал профессором университета. В 1946 году был избран действительным членом Академии наук Эстонской ССР (первый состав).
В 1947 году возглавил Геологический институт АН Эстонской ССР.

## Научные интересы
Основные работы посвящены изучению стратиграфии силура, а также полезных ископаемых — горючих сланцев, фосфоритов и др. на территории Эстонской ССР